# Gebhard Friedrich Gottlob von Ingersleben
Gebhard Friedrich Gottlob von Ingersleben (* 16. April 1741 in Wolmirsleben; † 1. April 1801 in Potsdam) war ein königlich-preußischer Generalmajor und zuletzt Chef des Grenadier-Gardebataillons Nr. 6.
Seine Eltern waren Johann Friedrich August von Ingersleben und dessen Ehefrau Martha Sophie von Brietzke.
Er kam am 18. Februar 1756 als Junker in das kursächsische Infanterie-Regiment Nr. 4 (Mannstein). Nach der Kapitulation der sächsischen Truppen bei Prina wurde er am 14. März 1758 Gefreitenkorporal im I. Bataillon der Garde (Nr. 15). Am 29. Dezember 1762 wurde er Fähnrich. Während des Siebenjährigen Krieges nahm er an den Schlachten von Liegnitz und Torgau teil. Am 25. November 1763 wurde er Seconde-Lieutenant und am 14. März 1772 Premier-Lieutenant. Nach dem Bayerischen Erbfolgekrieg avancierte er am 10. Juli 1779 zum Stabshauptmann und am 14. Juni 1782 zum Hauptmann und Kompaniechef der Grenadierkompanie. Am 14. November 1784 erhielt er die Aufgaben eines Majors und am 2. Dezember 1786 auch den Majorsrang, dazu am 27. Mai 1792 den des Oberstleutnants. Am 9. Januar 1793 wurde er Kommandeur des I. Bataillons der Garde. Während des ersten Koalitionskrieges erwarb er sich im Gefecht bei Trippstadt den Pour le Mérite. Am 13. Januar 1794 wurde er Oberst. Am 19. Januar 1798 wurde er zum Chefs des Grenadier-Gardebataillons Nr. 6. Etwas später am 20. Mai 1799 wurde er zum Generalmajor erhoben. Er starb am 1. April 1801 in Potsdam.